# المتحف الأثري بسبيطلة
المتحف الأثري بسبيطلة هو متحف أثري تونسي يقع قبالة الموقع الأثري بسبيطلة، في ولاية القصرين. يتميز بثراء محتوياته رغم صغر مساحته. تعرض المتحف لعددة عمليات سرقة آخرها كان سنة 2008 في ضروف غامضة أدت إلى غلقه.

## التقسيم
يشتمل متحف سبيطلة على أربع قاعات عرضت داخلها قطع أثرية تصوِّر مختلف جوانب الحياة اليومية منذ عصر ما قبل التاريخ إلى التاريخ الإسلامي، كما توجد فيه صور شمسية تمثل مواقع أو معالم موجودة بالمنطقة.
- القاعة الأولى هذه القاعة مخصصة للنبّذات التاريخية المتعلقة بموقع سبيطلة. مع خرائط وأمثلة بيانية، بالإضافة إلى الشوّاهد من عهد ما قبل التاريخ، وتصورّها واحدة من تلك «الرماديات» أو «المحلزات» العديدة المنتشرة بالمنطقة. فهذه الأكوام من الرماد وقشور الحلزون، وهي فواضل السكان القدامى، تعد من أهم مصادر معلوماتنا حول الحضارة القبصية، اشتقاقا من اسم مدينة قفصة في الجنوب التونسي، وهي حضارة عاشت بين الألف الثامن والألف السابع قبل الميلاد.
- القاعة الثانية وهي قاعة خاصة بالنحوت على الرخام والمرمر، ونجد بها تماثيل كبيرة وصغيرة، وتماثيل نصفيةّ من المرمر، تم العثور عليها بسبيطلة، باخوس إله الخمر عند الرومان مصحوبًا بفهد كان فمه الفاغر يستعمل في الأصل كمصب لماء ينبوع، وبالقصرين تمثال امرأة قد تكون ديانا إلهة الصيد عند الرومان، وأخيرًا تمثال نصفي نسائي وجد بحيدرة وتمثال صغير من سبيبة.
- القاعة الثالثة خصِّصَ جزءٌ من هذا الفضاء لعرض لوحتين من الفسيفساء كانتا تزيّنان بعض البيوت الخاصة.[2]

تعرض المتحف للسرقة ومن أهم القطع المفقودة تمثال «كريبيريا»، وهو تمثال نادر تمت سرقته من متحف سبيطلة عام 2006 مع جملة من التحف الأخرى النفيسة، التي منها ما يعود إلى أكثر من عشرين قرنًا.

## الإغلاق
في سنة 2011، تم إغلاق المتحف بدون سبب واضح. وبقي مغلق إلى اليوم حتى بعد زيارة وزيرة الثقافة لطيفة لخضر للمدينة، ووعدها بإعادة فتح المتحف وتوفير الدعم المادي اللازم له.

## مقالات ذات صلة
- الموقع الأثري بسبيطلة
- سبيطلة

## روابط خارجية
- برنامج متاحف تونسية: المتحف الأثري بسبيطلة على يوتيوب بث في قناة الوطنية 2.